# Odell Castle

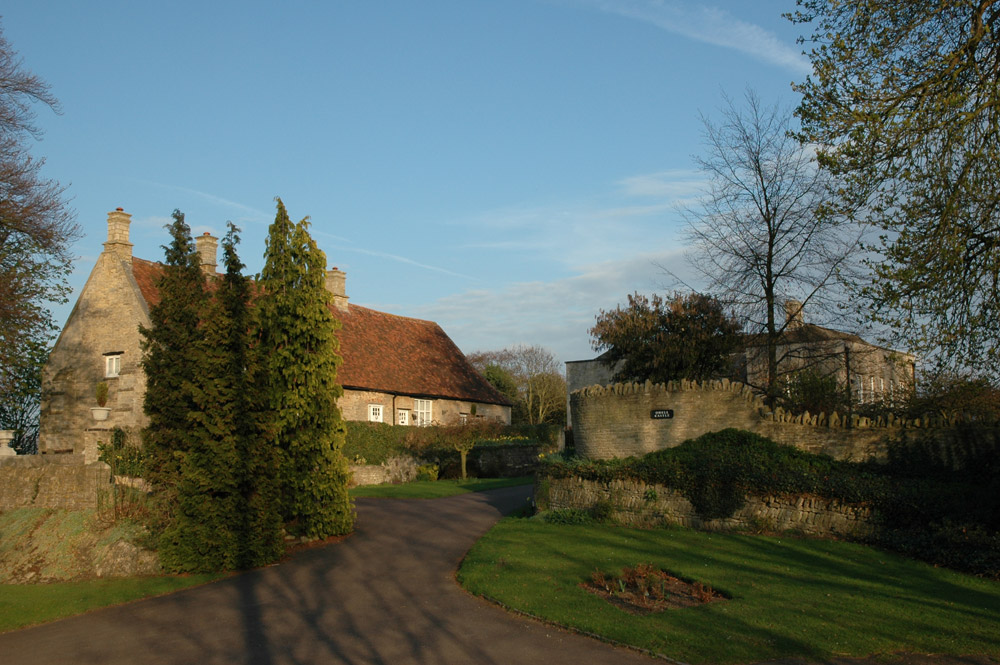
Das neue Odell Castle von 1962

Odell Castle war eine mittelalterliche Burg im Dorf Odell in der englischen Grafschaft Bedfordshire. Im 17. Jahrhundert wurden ihre Reste in ein neues Herrenhaus integriert, das 1931 abbrannte. Erst 1962 wurde das abgebrannte Haus durch ein neues Herrenhaus ersetzt.

## Geschichte
Das Gelände des späteren Odell Castle gehörte ursprünglich Levenot, einem Thane von König Eduard dem Bekenner. Damals hießen das Land und das Dorf Wahull. Nach der normannischen Eroberung Englands (um 1068) vergab Wilhelm der Eroberer Land, Grundherrschaft und Titel Walter de Flandrensis. De Flandrensis erhielt den Titel eines Barons de Wahull und ging daher als Walter de Wahul in die Geschichtsbücher ein. De Wahul ließ noch im Laufe des 11. Jahrhunderts eine Motte mit einem steinernen Donjon auf dem Land bauen. Seine Familie lebte dort 400 Jahre.
Im Jahre 1542 wurde der Titel obsolet, weil die Familie keine männlichen Nachkommen hatte. Burg und Ländereien kamen in den Besitz der 17-Jährigen Agnes Woodhall, einer Nachfahrin der De Wahuls. Nach ihrem Tod 1575 fielen sie an ihren Sohn, Richard Chetwood, der sie 1633 an William Alston verkaufte. Dessen Familie wurde später zu Baronets Alston of Odell ernannt. Als Chetwood die Burg an Alston verkaufte, lag sie bereits in Ruinen.
Daher ließ Alston eine neue Residenz erbauen. In dieses Herrenhaus wurden die Reste des alten Donjons integriert; der ovale Mound der alten Burg wurde durch eine Mauer gestützt. Seine Nachfahren ließen im 18. Jahrhundert Änderungen an dem Herrenhaus durchführen. So blieb es dann, bis es am 24. Februar 1931 abbrannte.
1962 wurde an derselben Stelle ein neues Herrenhaus errichtet. Heute gehört es Baron Luke.

## Heute
Die alten Bausteine des Brandhauses wurden zum Bau des neuen Herrenhauses verwendet, aber sonst ist von der alten Burg kaum mehr etwas erhalten. Nur Bewuchsmerkmale und Erdwerke sind noch zu sehen.